# Église de la Vierge de Courtrizy-et-Fussigny
L'église de la Vierge de Courtrizy-et-Fussigny est une église située à Courtrizy-et-Fussigny, en France.
L'église est placée sous le patronage de la Vierge Marie en sa Fête de la Nativité (8 septembre).

## Localisation
L'église est située sur la commune de Courtrizy-et-Fussigny, dans le département de l'Aisne.